# Kuta Tualah
Kuta Tualah is een bestuurslaag in het regentschap Deli Serdang van de provincie Noord-Sumatra, Indonesië. Kuta Tualah telt 429 inwoners (volkstelling 2010).